# 富田一雄
富田一雄（日语：／ Tomita Kazuo，1939年1月1日—），日本男子游泳运动员。他在1960年夏季奥林匹克运动会中，参加了男子4x100米混合泳比赛并获得铜牌。他也参加了1958年和1962年亚洲运动会，其中1958年亚运获得男子200米仰泳金牌，1962年亚运获得男子100米仰泳金牌。